# Täljaren (Lerbo socken, Södermanland, 653359-153901)
Täljaren är en sjö i Katrineholms kommun i Södermanland och ingår i Nyköpingsåns huvudavrinningsområde. Sjön har en area på 0,268 kvadratkilometer och ligger 31,5 meter över havet. Sjön avvattnas av vattendraget Täljareån.

## Delavrinningsområde
Täljaren ingår i det delavrinningsområde (653408-153962) som SMHI kallar för Mynnar i Yngaren. Medelhöjden är 38 meter över havet och ytan är 10,67 kvadratkilometer. Det finns ett avrinningsområde uppströms, och räknas det in blir den ackumulerade arean 25,32 kvadratkilometer. Täljareån som avvattnar avrinningsområdet har biflödesordning 2, vilket innebär att vattnet flödar genom totalt 2 vattendrag innan det når havet efter 48 kilometer. Avrinningsområdet består mestadels av skog (43 procent), öppen mark (17 procent) och jordbruk (35 procent). Avrinningsområdet har 0,26 kvadratkilometer vattenytor vilket ger det en sjöprocent på 2,4 procent.